# Liotrichus minoensis
Liotrichus minoensis là một loài bọ cánh cứng trong họ Elateridae. Loài này được Ôhira miêu tả khoa học năm 1954.